# Проект А: Часть 2
«Проект А: Часть 2» (иер. трад. A計劃續集, упр. A计劃续集, кант.-рус.: А кай вак чук чап, англ. Project A II) — гонконгский фильм 1987 года с Джеки Чаном в главной роли. Сиквел фильма Проект «А» о приключениях сержанта береговой охраны Ма Юлуна.

## Сюжет
У местных властей Гонконга появляются сомнения о чистоплотности главного суперинтенданта Мистера Чана (Дэвид Лам), который руководит несколькими округами. Власти передают один из округов (Сайвань) под контроль Ма Юлуна, который прославился уничтожением пиратского логова. В этом округе хозяйничала банда некоего Тигра, которого местная полиция очень боялась. Придя в участок вместе с друзьями, Ма Юлун планирует арест Тигра, но из местной полиции помочь вызвался лишь констебль Хо.
Придя в отель «По Лак», Ма с товарищами вступают в схватку с Тигром и его людьми. К счастью, им на помощь приходит береговая охрана (которую вызвал Ма перед облавой), в которой служили Ма и его друзья. После ареста Тигра Ма Юлуну поручают следить за порядком во время проведения бала. К несчастью, именно в это время революционеры планируют похищение драгоценностей для нужд революции. Ма засекает их, но революционеры успевают подкинуть ему одну драгоценность, в результате чего Ма Юлуна арестовывают.
Тем временем Чан сговаривается с тайными агентами Маньчжурии, которые разыскивают революционеров, чтобы те в обмен на власть убили Ма Юлуна. Агентам удаётся пробраться в дом революционерки и взять в заложники её друзей. После ряда комичных ситуаций Ма Юлун освобождает революционеров. Сперва план убийства Ма Юлуна срывается благодаря вмешательству шайки пиратов, оставшихся после погрома их базы Ма Юлуном. Все это время они искали Ма Юлуна, чтобы отомстить ему за смерть своего капитана. Однако второй раз Ма Юлуна бросают в реку, но ему на помощь приходят революционеры.
В финале Ма Юлун вступает в бой с тайными агентами и самим Чаном, которых арестовывают подоспевшие власти Гонконга.

## В ролях
- Джеки Чан — Дракон Ма Юлун
- Мэгги Чун — И Сань
- Розамунд Кван — Мисс Пак
- Карина Лау — Чхау Лин
- Дэвид Лам — суперинтендант Чань
- Билл Тун[кит.] — дядя Пхиу
- Рэй Лёй[кит.] — Мань Тхиньчхин
- Реджина Кент[кит.] — Реджина
- Майкл Чань[кит.] — Тигр Ау Сам
- Лау Сиумин[кит.] — Принц
- Кенни Хо[кит.] — полицейский Хо Чикин
- Марс — Большой Рот
- Лэй Хойсан[кит.] — Чхой
- Тхай Поу[кит.] — Тхай Поу
- Бен Лам[кит.] — Браунс
- Кен Ло[кит.] — Брайнс
- Куань Хойсань[кит.] — капитан Чхик
- Рики Хёй — невзрачный полицейский

## Оценки кинокритиков
На сайте Rotten Tomatoes рейтинг фильма составляет 67 % на основе 6 рецензий и оценку 6,5 балла из 10. Дэвид Бимиш с сайта DVDactive оценил фильм в 6 звёзд из 10 возможных и порекомендовал его фанатам первой части. Дж. Дойл Уоллис с DVD Talk поставил оценку 3,5 из 5 и назвал его одним из лучших, но не дотягивающим до оригинала. Майк Пински с DVD Verdict также выразил мнение, что лента не достойна быть продолжением первой части.

## Награды и номинации
| Категория                   | Лауреат           | Результат |
| --------------------------- | ----------------- | --------- |
| Лучший художественный фильм | Проект А: Часть 2 | Номинация |
| Лучшая режиссура            | Джеки Чан         | Номинация |
| Лучший монтаж               | Питер Чён         | Номинация |

| Категория                   | Лауреат                          | Результат |
| --------------------------- | -------------------------------- | --------- |
| Лучшая киномонтажная работа | Питер Чён                        | Номинация |
| Лучшая хореография          | Ассоциация каскадёров Джеки Чана | Победа    |